# 异羽千里光
异羽千里光（学名：Senecio diversipinnus）为菊科千里光属的植物，是中国的特有植物。分布在中国大陆的青海、甘肃等地，生长于海拔1,900米至3,500米的地区，常生于开旷草坡或岩石山坡，目前尚未由人工引种栽培。

## 异名
- Senecio diversipinnus Ling var. discoideus C. Jeffrey et Y. L. Chen